# تايلور جاردين
تايلور جاردين (بالإنجليزية: Taylor Jardine)‏ هي مغنية أمريكية، ولدت في 7 مارس 1990 في بكبسي في الولايات المتحدة.